# Sydsvenske højland
Det sydsvenske højland omfatter det nordlige Småland, det sydlige Västergötland og det sydlige Östergötland, områder som ligger mere end 200 meter over havet.  Det højeste punkt er Tomtabacken i Nässjö kommune, 377 meter over havet. Andre høje punkter er Taberg på 343 meter og Isaberg på 309 meter over havet.
56°59′N 14°33′Ø / 56.98°N 14.55°Ø